# Masacre de la Candelaria de 1993
La masacre de la Candelaria (en portugués Chacina da Candelária) fue una masacre perpetrada contra un grupo estimado de entre 43 y 70 niños y adolescentes que dormían en frente de la Iglesia de la Candelaria en la madrugada del 23 de julio de 1993, en Río de Janeiro, Brasil. Durante la masacre, ocho niños callejeros (en portugués meninos de rua) y un adulto sin hogar fueron asesinados por un escuadrón de la muerte, compuesto en su mayoría por soldados de la policía militar.

## Antecedentes

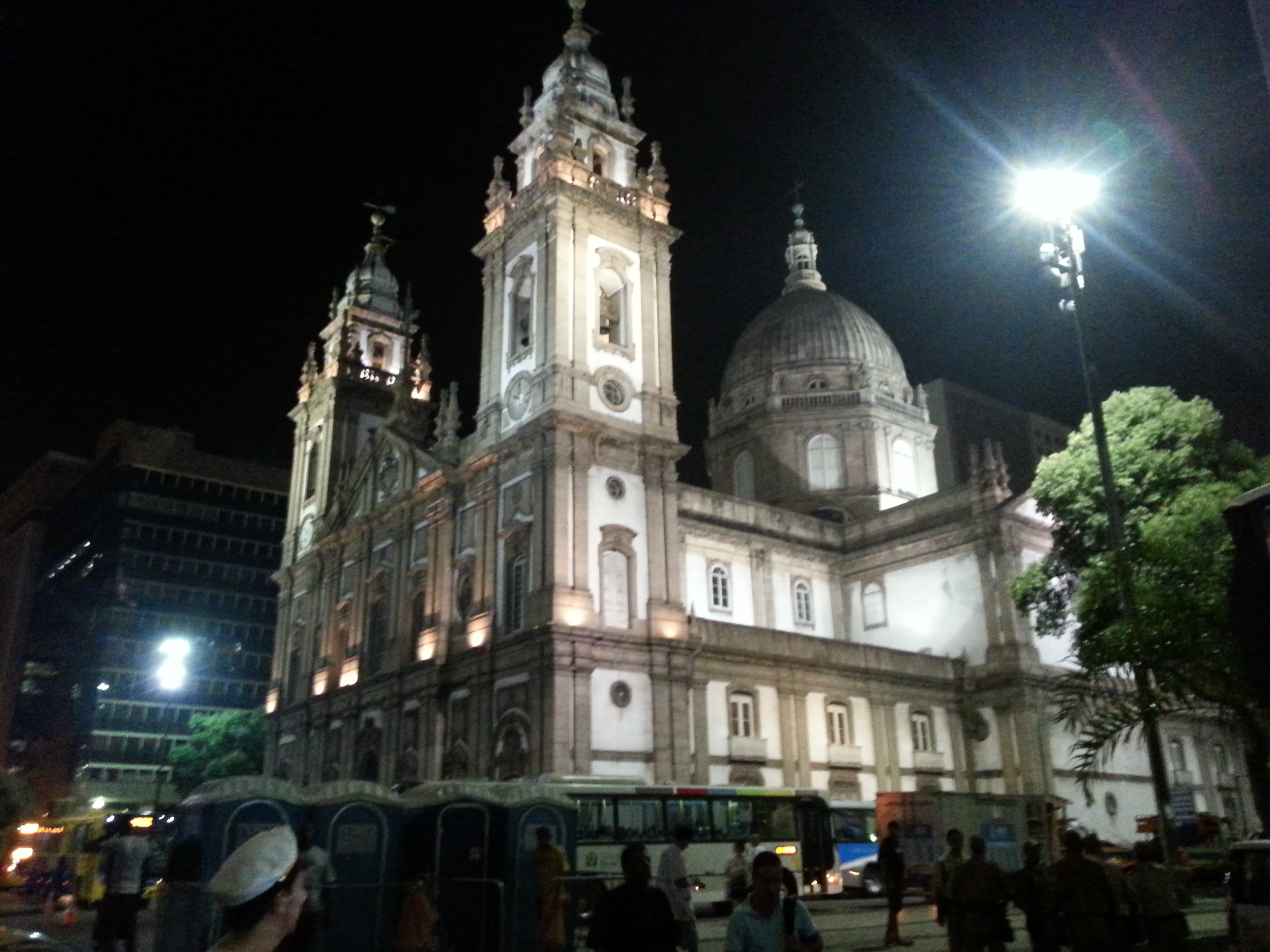
Iglesia de la Candelaria

La Iglesia de la Candelaria es una famosa iglesia católica del centro de Río de Janeiro. Durante décadas la escalinata de la iglesia y sus alrededores, en la plaza Pío X, han constituido un lugar popular para decenas de niños y adultos que duermen en la calle, siendo estimado que entre 43 y 70 se encontraban presentes la noche de la masacre. Era un área de criminalidad alta, con muchos de los niños sin techo involucrados en actividades criminales como robo, tráfico de drogas y prostitución, por lo que la policía vigilaba constantemente los alrededores de la iglesia, y los roces con los menores callejeros eran constantes.
Según los supervivientes y la pedagoga Ivonne Bezerra que, por entonces, ayudaba a los niños callejeros de la plaza, la mañana del 22 de julio un grupo de niños apedreó un vehículo policial como protesta por la captura que las autoridades habían hecho, horas antes en una manifestación, de un vendedor de pegamento que les solía suministrar el material con el que se drogaban. A pesar de las amenazas de la policía, los niños se despreocuparon pues solían recibir este tipo de intimidaciones constantemente. Bezerra relató: 

"Por lo que había ocurrido (la rotura del vidrio del vehículo de la policía), yo tenía un mal presentimiento. Hablé con la policía, pero no me pararon bolas. Le di monedas a tres muchachos para que me llamaran de un teléfono público si ocurría algo. Hacia la medianoche recibí la primera llamada y uno de esos niños me dijo: ven rápido porque los policías nos están matando".

## La masacre
El 23 de julio de 1993, poco antes de la medianoche, un grupo de pistoleros a bordo de dos vehículos Chevrolet Chevette, con la matrícula tapada, pararon en frente de la iglesia de la Candelaria donde se encontraban durmiendo un grupo de niños callejeros. Los pistoleros abrieron fuego, matando a cuatro niños en el acto e hiriendo a otros dos que morirían posteriormente en el hospital. Los supervivientes del primer ataque huyeron corriendo por la avenida Río Branco, siendo perseguidos durante aproximadamente un kilómetro por los vehículos de los atacantes. Fueron alcanzados en los alrededores del Museo de Arte Moderno, donde volvieron a ser tiroteados. En esta segunda andanada murieron otros dos niños y un mendigo que se encontraba en las proximidades.

### Lista de niños y adolescentes fallecidos
- Paulo Roberto de Oliveira, 11 años
- Anderson de Oliveira Pereira, 13 años
- Marcelo Cândido de Jesus, 14 años
- Valdevino Miguel de Almeida, 14 años
- "Gambazinho", 17 años
- Leandro Santos da Conceição, 17 años
- Paulo José da Silva, 18 años
- Marcos Antônio Alves da Silva, 19 años

## Consecuencias
Ocho niños fueron asesinados y muchos otros heridos durante la masacre. Durante las investigaciones se descubrió que los disparos fueron efectuados por policías, y varios oficiales fueron acusados de ser los responsables. Tras un proceso de más de cinco años, nueve hombres fueron directamente vinculados con la masacre, de los cuales tres fueron condenados, cinco absueltos y uno resultó muerto en el curso de la investigación.

### Condenados
- Marcus Vinicius Emmanuel Borges, ex-Policial Militar - autor confeso del crimen, fue condenado a 309 años de prisión en primera instancia. Recurrió la sentencia y, en un segundo juicio, fue condenado a 89 años. Insatisfecho con el resultado, el Ministerio Público pidió un nuevo juicio y, en febrero de 2003, Emmanuel fue condenado a 300 años de prisión, aunque el código penal brasileño limita a 30 años la pena máxima de prisión en el país. Sin embargo, Emmanuel Borges fue indultado y puesto en libertad en 2012. El indulto fue revocado por la justicia poco después, pero nunca se le volvió a encerrar, y actualmente se encuentra prófugo.
- Nelson Oliveira dos Santos - fue condenado a 243 años de prisión por la masacre y a 18 años por la tentativa de asesinato de Wagner dos Santos, uno de los supervivientes y principal testigo contra los acusados. Recurrió la sentencia, siendo absuelto de las muertes en un segundo juicio incluso después de haber confesado el crimen. El Ministerio Público recurrió y, en el año 2000, Nelson fue condenado a 27 años de prisión por la masacre, que se sumó a la pena de 18 años mantenida por la tentativa de asesinato, sumando una pena total de 45 años de prisión. Actualmente, se encuentra fuera de la cárcel en régimen de libertad condicional, según el Tribunal de Justicia de Río de Janeiro.
- Marco Aurélio Dias de Alcântara - fue condenado a 204 años de prisión y actualmente también se encuentra en libertad.

### No condenados
- Claudio dos Santos - policía militar, absuelto.
- Marcelo Cortes - policía militar, absuelto.
- Jurandir Gomes França - cerrajero, absuelto.
- Mauricio da Conceição † - resultó muerto durante un tiroteo cuando iba a ser arrestado, en 1994.
- Arlindo Alfonso Júnior de Lisboa - fue condenado a dos años de prisión por tener en su poder una de las armas utilizadas en la masacre.
- Carlos Jorge Liaffa †  - no fue procesado, aunque ha sido reconocido por un superviviente y los posteriores informes judiciales han demostrado que una de las balas encontradas, en una de las víctimas, fue disparada por el arma de su padrastro.

### Supervivientes
- Wagner dos Santos - uno de los adolescentes que sobrevivió a la masacre, a pesar de ser alcanzado por cuatro disparos en la cabeza. Wagner dos Santos se convirtió en el principal testigo de la investigación, y su testimonio fue fundamental para el reconocimiento de los autores. Santos sufriría un segundo atentado el 12 de septiembre de 1994 en la Estación Central de Brasil en el sobrevivió a otros cuatro disparos y, a partir de entonces, el Ministerio Público lo colocaría en el Programa de Protección de Víctimas y Testigos Amenazados. Actualmente, Santos tiene 45 años y vive en Suiza por razones de seguridad, ciego y sordo en la mitad del rostro, donde fue alcanzado por los disparos.[3]
- Sandro Barbosa do Nascimento † - estuvo posteriormente involucrado en el mediático secuestro del autobús 174, en el Jardín Botánico de Río de Janeiro. Nascimento subió al autobús con la intención de asaltar a los pasajeros, pero el incidente pronto se convirtió en una situación de rehenes que fue retransmitida en directo por la mayoría de los canales brasileños de televisión. Como desenlace, uno de los rehenes resultaría muerto, siendo disparado por la policía y por Nascimento al mismo tiempo en mitad de un forcejeo. Nascimento fue arrestado y posteriormente asfixiado mientras se encontraba bajo custodia policial, aunque ninguno de los policías involucrados fueron condenados. Al menos dos películas han reflejado estos hechos: el documental Ônibus 174 (2002), dirigido por José Padilha, y la película de ficción Última Parada 174 (2008), dirigida por Bruno Barreto.

Se desconoce el número de supervivientes que permanecen vivos hoy en día. Según estudios realizados por asociaciones ligadas a Amnistía Internacional, cuarenta y cuatro de las setenta personas que dormían en frente de la Iglesia de la Candelaria la noche de la masacre perdieron la vida de forma violenta entre 1993 y 2013, siendo el paradero de los supervivientes restantes desconocido.

## Monumento
Enfrente de la iglesia se encuentra un pequeño monumento que recuerda la masacre. Está formado por una cruz de madera que tiene inscritos los nombres de los jóvenes asesinados y una placa de hormigón apoyada en su base que relata los hechos. El mismo se encuentra en un avanzado estado de deterioro que hace algunas partes ilegibles. 